# Dottergele buulbuul
De dottergele buulbuul (Chlorocichla laetissima) is een zangvogel uit de familie Pycnonotidae (buulbuuls).

## Verspreiding en leefgebied
Deze soort komt voor in oostelijk-centraal Afrika en telt twee ondersoorten:
- C. l. laetissima: van zuidelijk Zuid-Soedan tot zuidwestelijk Kenia en noordoostelijk Congo-Kinshasa.
- C. l. schoutedeni: oostelijk Congo-Kinshasa en noordelijk Zambia.

## Status
De grootte van de populatie is niet gekwantificeerd maar de soort wordt omschreven als plaatselijk algemeen. Op de Rode lijst van de IUCN heeft deze soort de status niet bedreigd.